# 椚山いろり館
椚山いろり館（くぬぎやまいろりかん）は、富山県下新川郡入善町1288-1に所在する、古民家を利用した宿泊施設である。

## 概要
入善町に寄付された大正から昭和初期の平均的な農家（古民家）を1994年（平成6年）8月より全面改修し、1995年（平成7年）3月29日に完工した。木造2階建ての茅葺屋根で延床面積約350m2。廊下続きの土蔵は10人程度が宿泊出来る様整備されている。
部屋数は和室6畳2室、8畳2室、10畳1室で、いろりのあるゼミナール室も備えている。食器や調理道具、炊飯器が完備されている。

## アクセス
- あいの風とやま鉄道線入善駅下車、車で5分。駐車場20台分完備[2]。